# Colaconema
Colaconema, rod crvenih algi smješten u vlastitu porodicu i red. Dio je podrazreda Nemaliophycidae. Postoji oko 52 priznate vrste

## Vrste
1. Colaconema americanum C.-C.Jao
2. Colaconema amphiroae (K.M.Drew) P.W.Gabrielson
3. Colaconema asparagopsis Chemin
4. Colaconema attenuatum (Rosenvinge) R.Nielsen
5. Colaconema basiramosum M.J.Wynne & C.W.Schneider
6. Colaconema bisporum (Børgesen) I.-K.Hwang & H.-S.Kim
7. Colaconema bonnemaisoniae Batters
8. Colaconema caespitosum (J.Agardh) Jackelman, Stegenga & J.J.Bolton
9. Colaconema chylocladiae Batters
10. Colaconema coccineum (K.M.Drew) P.W.Gabrielson
11. Colaconema codicola (Børgesen) Stegenga, J.J.Bolton & R.J.Anderson
12. Colaconema comptum (Børgesen) I.-K.Hwang & H.-S.Kim
13. Colaconema corymbiferum (Thuret) Alongi, Cormaci & G.Furnari
14. Colaconema dasyae (Collins) Stegenga, I.Mol, Prud'homme & Lokhorst
15. Colaconema daviesii (Dillwyn) Stegenga
16. Colaconema desmarestiae (Kylin) P.W.Gabrielson
17. Colaconema dictyotae (Collins) I.-K.Hwang & H.-S.Kim
18. Colaconema elegans (K.M.Drew) I.-K.Hwang & H.-S.Kim
19. Colaconema emergens (Rosenvinge) R.Nielsen
20. Colaconema erythrophyllum (C.C.Jao) P.W.Gabrielson
21. Colaconema formosanum M.-C.Lee & H.-Y.Yeh
22. Colaconema furcatum Tanaka
23. Colaconema garbaryi P.W.Gabrielson
24. Colaconema gracile (Børgesen) Ateweberhan & Prud'homme
25. Colaconema gymnogongri (K.M.Drew) P.W.Gabrielson
26. Colaconema gynandrum (Rosenvinge) R.Nielsen
27. Colaconema hallandicum (Kylin) Afonso-Carrillo, Sanson, Sangil & Diaz-Villa
28. Colaconema hancockii (E.Y.Dawson) J.N.Norris
29. Colaconema hyalosiphoniae (Nakamura) I.-K.Hwang & H.-S.Kim
30. Colaconema hypneae (Børgesen) A.A.Santos & C.W.N.Moura
31. Colaconema infestans (M.Howe & Hoyt) Woelkerling
32. Colaconema interpositum (Heydrich) H.Stegenga, J.J.Bolton & R.J.Anderson
33. Colaconema leptonema (Rosenvinge) Alongi, Cormaci & G.Furnari
34. Colaconema macounii (Collins) P.W.Gabrielson
35. Colaconema minimum (Collins) Woelkerling
36. Colaconema monorhizum H.Stegenga
37. Colaconema nakamurae Woelkerling
38. Colaconema naumannii (Askenasy) Prud'homme van Reine, R.J. Haroun & L.B.T. Kosterman ex D. Gabriel & Fredericq
39. Colaconema nemalii (De Notaris ex Dufour) Stegenga
40. Colaconema ophioglossum (Schneider) Afonso-Carrillo, Sansón & Sangil
41. Colaconema panduripodium H.Stegenga, J.J.Bolton & R.J.Anderson
42. Colaconema proskaueri (J.A.West) P.W.Gabrielson
43. Colaconema punctatum (E.Y.Dawson) J.N.Norris
44. Colaconema rhizoideum (K.M.Drew) P.W.Gabrielson
45. Colaconema robustum (Børgesen) Huisman & Woelkerling
46. Colaconema savianum (Meneghini) R.Nielsen
47. Colaconema scinaiae (E.Y.Dawson) J.N.Norris
48. Colaconema sinicola (E.Y.Dawson) J.N.Norris
49. Colaconema subtilissimum (Kützing) Alongi, Cormaci & G.Furnari
50. Colaconema tetrasporum (Garbary & Rueness) Athanasiadis
51. Colaconema thuretii (Bornet) P.W.Gabrielson
52. Colaconema variabile (K.M.Drew) J.N.Norris